# Mercurius Hungaricus
Mercurius Hungaricus (Magyar Merkúr, a második számától: Mercurius Veridicus ex Hungaria, vagyis Magyarországi Igazmondó Merkúr) az első magyarországi újság volt, ami 1705 és 1710 között jelent meg.
A Mercurius Hungaricus a II. Rákóczi Ferenc által vezetett szabadságharc félhivatalos tájékoztatója volt a magyar függetlenségi háború eseményeiről a külföld felé, főképp ezért latin nyelven jelent meg. Első száma 1705. június 5-én  jelent meg, Esterházy Antal kuruc tábornok indította, de nem ő szerkesztette.
Kiadásának oka legfőképp az 1703-ban Bécsben alapított kurucellenes Wienerisches Diarium című periodika hatásának ellensúlyozása volt. A lap szerkesztését 1705 és 1708 között Rákóczi, 1710-ben Bercsényi Miklós kancelláriáján végezték. Nyomtatásban mindössze hét száma jelent meg (1705. április, 1705. június, 1705. augusztus, 1708. augusztus, 1710. január, 1710. február, 1710. március).
Az első szám soha nem került elő, melyet Esterházy Antal kuruc tábornok maga szerkesztett, magyarul, mivel ő más célból adta volna ki a folyóiratot. Az 1706. augusztusi száma kéziratban maradt. 1705 augusztusától, a második számától kezdve „Mercurius Veridicus ex Hungaricus” címmel jelent meg.
A kis, nyolcadrét alakú, 4-6 lapos újság csak híreket közölt, azokat is – a kor szokása szerint – mindenféle véleménynyilvánítás nélkül. Példányai rendkívül ritkák, csupán elvétve található belőlük egy-egy darab Európa könyvtáraiban, így sajnos az Országos Széchényi Könyvtár sem rendelkezik teljes sorozattal belőle, a gyűjteményből hiányzó, más könyvtárakban lévő példányok azonban mikrofilmen és digitalizált változatban is tanulmányozhatóak.

## Modern kiadásai
- A Mercurius Veridicus ex Hungaria három száma 1710-ből, a Magyarhoni Ev. Egyetemes Egyház "Báró Podmaniczky Géza és Hitvese, szül. Gr. Dégenfeld-Schemberg Berta könyvtárá"-ban; sajtó alá rend. Szimonidesz Lajos; Egyetemi Ny., Bp., 1940
- Mercurius Veridicus. 1705–1710. Az első hazai hírlap hasonmás kiadása Kenéz Győző fordításával, Benda Kálmán bevezetőjével; szerk. Katona Tamás; Magyar Helikon, Bp., 1979 (Bibliotheca historica)

## Külső hivatkozások
- Mercurius Veridicus ex Hungaria 1705-1711, OSZK, Elektronikus Periodika Archívum